# Чудо на Гудзоне (фильм)
«Чудо на Гудзоне» (англ. Sully) — американский биографический драматический фильм 2016 года, снятый Клинтом Иствудом и написанный Тоддом Кормарники, основанный на автобиографии 2009 года «Высший долг: Мой поиск того, что действительно важно» Чесли Салленбергера и Джеффри Заслоу. Том Хэнкс играет Салленбергера, Аарон Экхарт играет Джеффри Скайлза, а также в главных ролях Лора Линни, Анна Ганн, Отем Ризер, Холт МакКэллани и Джейми Шеридан. Фильм рассказывает об аварийной посадке Салленбергером рейса 1549 US Airways на реку Гудзон 15 января 2009 года, в которой все 155 пассажиров и членов экипажа выжили, и о последующей огласке и расследовании.
Премьера фильма Чудо на Гудзоне состоялась на 43-м кинофестивале в Теллурайде 2 сентября 2016 года, а в США он был выпущен компанией Warner Bros. 9 сентября 2016 года в обычных кинотеатрах и IMAX. Фильм получил положительные отзывы критиков и собрал более 240 миллионов долларов по всему миру, но вызвал споры из-за вымышленного изображения Национального совета по безопасности на транспорте (NTSB) как «прокурорского и консервативного». Американский институт киноискусства и Национальный совет кинокритиков выбрали его одним из десяти лучших фильмов 2016 года, и он был номинирован на премию «Оскар» за лучший звуковой монтаж на 89-й церемонии вручения премии «Оскар».

## Сюжет
То, что произошло 15 января 2009 года, назовут «чудом на Гудзоне». В тот день командир рейса Cactus 1549 Чесли Салленбергер по прозвищу Салли совершил аварийную посадку самолёта Airbus A320 на холодные воды реки Гудзон в Нью-Йорке. При этом никто из находившихся на борту 155 человек не погиб. Но, несмотря на восторги со стороны общественности и СМИ, было начато расследование, которое угрожало профессиональной репутации и многолетней карьере командира Салленбергера.
Суть претензий к пилотам сводилась к тому, что компьютерное моделирование полёта показало, что после столкновения со стаей птиц, которое привело к выходу из строя обоих двигателей на критически малой высоте, пилоты якобы могли посадить самолёт в двух близлежащих аэропортах без риска для жизни пассажиров. Посадка гражданского самолёта на воду — очень рискованное мероприятие, которое практически никогда не происходило без жертв. Комиссия по расследованию происшествия допустила ошибку: расчёты производились с момента столкновения самолёта со стаей птиц и не учитывали время, необходимое для согласования мест возможной посадки и для принятия решения. Последующие расчёты полностью подтвердили правильность решения, принятого пилотами. Спасательные мероприятия после приводнения на ледяную воду Гудзона заняли всего 24 минуты, что позволило сохранить жизнь всем пассажирам рейса и членам экипажа. Салленбергер был оправдан.

## В ролях
| Актёр                 | Роль                                                      |
| --------------------- | --------------------------------------------------------- |
| Том Хэнкс             | Чесли Салленбергер командир экипажа рейса US Airways-1549 |
| Аарон Экхарт          | Джеффри Скайлз второй пилот рейса US Airways-1549         |
| Лора Линни            | Лоррейн Салленбергер жена Чесли Салленбергера             |
| Анна Ганн             | доктор Элизабет Дэвис                                     |
| Отем Ризер            | Тесс Соза                                                 |
| Энн Кьюсак            | Донна Дент стюардесса рейса US Airways-1549               |
| Холт Макколлани       | Майк Клири                                                |
| Майк О’Мэлли          | Чарльз Портер                                             |
| Джейми Шеридан        | Бен Эдвардс                                               |
| Джерри Феррара        | Майкл Делейни                                             |
| Молли Хейган          | Дорин Уэлш стюардесса рейса US Airways-1549               |
| Макс Адлер            | Джимми Стефаник                                           |
| Сэм Хантингтон        | Джефф Колоджей                                            |
| Уэйн Бастрап          | Брайан Келли                                              |
| Валери Махаффей       | Диана Хиггинс                                             |
| Майкл Рапапорт        | Пит бармен                                                |
| Джефф Кобер           | Л. Т. Кук                                                 |
| Кэти Курик            | камео                                                     |
| капитан Винс Ломбарди | играет сам себя                                           |
| Ноэлль Финк           | Эмма Коуэн                                                |

## Отзывы
Фильм получил положительные отзывы кинокритиков. На сайте Rotten Tomatoes фильм имеет рейтинг 85 %, основанный на 324 рецензиях критиков, и среднюю оценку 7,22 из 10. На Metacritic — 74 балла из 100 на основании 46 рецензий.

## Награды и номинации
- 2016 — попадание в десятку лучших фильмов года по версии Национального совета кинокритиков США.
- 2017 — номинация на премию «Оскар» за лучший звуковой монтаж (Алан Роберт Мюррей, Баб Асман).
- 2017 — 4 номинации на премию «Critics' Choice Movie Awards»: лучший фильм, лучшая мужская роль (Том Хэнкс), лучший адаптированный сценарий (Тодд Комарники), лучший монтаж (Блю Мюррей).
- 2017 — 3 номинации на премию «Спутник»: лучшая мужская роль (Том Хэнкс), лучший адаптированный сценарий (Тодд Комарники), лучшие визуальные эффекты (Майкл Оуэнс, Марк Кёртис, Брайан Литсон, Йен Дюбберк).
- 2017 — премия Японской киноакадемии за лучший фильм на иностранном языке.